# موريس بنيشو
موريس بنيشو (بالفرنسية: Maurice Bénichou)‏
```
هو 
ممثل
 
فرنسي
، ولد في 23 يناير 1943 في 
الجزائر
.
```

## أعمال

### أفلام
- (2000) رمز غير معروف[6]
- (2001) أميلي[7]
- (2003) الوقت الذئب[8]
- (2005) مخفي[9]
- (2011) عمر قتلني

## وصلات خارجية
- موريس بنيشو على موقع IMDb (الإنجليزية)
- موريس بنيشو على موقع قاعدة بيانات الأفلام العربية
- موريس بنيشو على موقع ألو سيني (الفرنسية)
- موريس بنيشو على موقع ميوزك برينز (الإنجليزية)
- موريس بنيشو على موقع أول موفي (الإنجليزية)
- موريس بنيشو على موقع قاعدة بيانات برودواي على الإنترنت (الإنجليزية)
- موريس بنيشو على موقع قاعدة بيانات الأفلام السويدية (السويدية)
- موريس بنيشو على موقع قاعدة بيانات الفيلم (الإنجليزية)
- موريس بنيشو على موقع كينوبويسك (الروسية)